# نورمان كيرشاو كوكس
نورمان كيرشاو كوكس (بالإنجليزية: Norman Kershaw Cox)‏ هو طبيب أسنان نيوزيلندي، ولد في 1 ديسمبر 1869، وتوفي في 28 ديسمبر 1949.